# Rodez Aveyron Football 2016-2017 (femminile)
Questa voce raccoglie le informazioni riguardanti la squadra femminile del Rodez Aveyron Football nelle competizioni ufficiali della stagione 2016-2017.

## Divise e sponsor
La grafica delle divise casalinghe ripropone i colori sociali del club, il rosso e il giallo. Lo sponsor tecnico, fornitore delle tenute da gioco, era Adidas.
| Casa | Trasferta | 3ª divisa |

## Organigramma societario
Area tecnica
- Allenatore: Sébastien Joseph
- Vice allenatore:
- Preparatore dei portieri:
- Preparatore atletico:

## Rosa
Rosa, ruoli e numeri di maglia come da sito footofeminin.fr, aggiornati al 27 aprile 2017.
| N. |                    | Ruolo | Calciatrice          |
| -- | ------------------ | ----- | -------------------- |
| 1  | Francia (bandiera) | P     | Julie Niphon         |
| 2  | Francia (bandiera) | D     | Chloe Bornes         |
| 3  | Francia (bandiera) | D     | Fanny Hoarau         |
| 4  | Francia (bandiera) | D     | Océane Daniel        |
| 5  | Francia (bandiera) | D     | Anne-Sophie Ginestet |
| 6  | Francia (bandiera) | C     | Solène Barbance      |
| 7  | Francia (bandiera) | A     | Marine De Sousa      |
| 8  | Francia (bandiera) | A     | Coralie Austry       |
| 9  | Francia (bandiera) | A     | Flavie Lemaître      |
| 10 | Francia (bandiera) | D     | Laurie Cance         |
| 11 | Francia (bandiera) | C     | Anne-Marie Banuta    |
| 12 | Francia (bandiera) | D     | Manon Guitard        |
| 13 | Francia (bandiera) | C     | Charlene Farrugia    |
| 14 | Francia (bandiera) | D     | Manon Alard          |

| N. |                    | Ruolo | Calciatrice             |
| -- | ------------------ | ----- | ----------------------- |
| 14 | Francia (bandiera) | C     | Cathy Couturier         |
| 15 | Francia (bandiera) | C     | Audrey Cugat (capitano) |
| 16 | Francia (bandiera) | P     | Deborah Garcia          |
| 20 | Francia (bandiera) | A     | Clara Noiran            |
| 21 | Francia (bandiera) | C     | Élise Bonet             |
| 22 | Francia (bandiera) | C     | Sofia Guellati          |
| 24 | Francia (bandiera) | A     | Océane Saunier          |
| 27 | Francia (bandiera) | D     | Pauline Garcia          |
| 30 | Francia (bandiera) | P     | Charlotte Verdier       |
| 33 | Francia (bandiera) | C     | Angeline Da Costa       |
| 34 | Francia (bandiera) | C     | Pauline Firmin          |
| 40 | Francia (bandiera) | P     | Saveria Mezzacqui       |
|    | Francia (bandiera) | A     | Lisa Bellois            |
|    | Francia (bandiera) | A     | Laura Talou             |

## Calciomercato

### Sessione estiva
| Acquisti | Acquisti          | Acquisti            | Acquisti                        |
| R.       | Nome              | da                  | Modalità                        |
| -------- | ----------------- | ------------------- | ------------------------------- |
| D        | Pauline Garcia    | Rodez U19           | aggregata dal settore giovanile |
| C        | Élise Bonet       | ASPTT Albi          | [ 1 ]                           |
| C        | Cathy Couturier   | Paris Saint-Germain | [ 2 ]                           |
| C        | Angeline Da Costa | ASPTT Albi          | [ 1 ]                           |

| Cessioni | Cessioni             | Cessioni         | Cessioni |
| R.       | Nome                 | a                | Modalità |
| -------- | -------------------- | ---------------- | -------- |
| D        | Marine Lespinasse    | Nivolas-Vermelle | [ 1 ]    |
| D        | Marine Haupais       | Montpellier      | [ 1 ]    |
| C        | Bettina Matondo      | ASPTT Albi       |          |
| A        | Stéphanie De Revière | Clermont Foot    | [ 1 ]    |
| A        | Ella Kaabachi        | Rouen            | [ 1 ]    |

## Risultati

### Division 1

#### Girone di andata
| Arbitro: | Dallongeville |

|            |           |            |
| Traoré 75’ | Marcatori | 46’ Noiran |

| Arbitro: | Bartnik |

|           |           |            |
| Cance 36’ | Marcatori | 68’ Clerac |

| Arbitro: | Buffart |

|  |           |                                                      |
|  | Marcatori | 2’ Cance 48’ (rig.) Barbance 61’ De Sousa 63’ Bornes |

| Arbitro: | Cruchon |

|  |           |                                                                                |
|  | Marcatori | 5’, 43’, 77’, 79’ Catala 21’ Thiney 31’, 55’, 66’ Diani 73’ Butel 84’ Declercq |

| Arbitro: | Loidon |

|                                             |           |  |
| Katoto 24’ Cristiane 52’ Érika 72’ Cruz 86’ | Marcatori |  |

| Arbitro: | Bonnin |

|                       |           |                                        |
| Banuta 51’ Noiran 59’ | Marcatori | 79’ (rig.) Pizzala 90+3’ (rig.) Asseyi |

| Arbitro: | Cruchon |

|  |           |                                                             |
|  | Marcatori | 31’, 45’ Marozsán 56’ Hegerberg 57’ Abily 90’ (rig.) Renard |

| Arbitro: | Buffart |

|                                                |           |             |
| Jakobsson 7’, 64’ Tonazzi 38’ Cugat 69’ (aut.) | Marcatori | 59’ Saunier |

| Arbitro: | Cruchon |

|  |           |                               |
|  | Marcatori | 47’ Ringenbach 79’, 82’ Amani |

| Arbitro: | Coppola |

|  |           |                 |
|  | Marcatori | 31’, 42’ Noiran |

| Arbitro: | Bartnik |

|                     |           |  |
| Lemaître 71’ (rig.) | Marcatori |  |

#### Girone di ritorno
| Arbitro: | Bartnik |

|                                              |           |            |
| Coton-Pélagie 36’ Asseyi 89’ (rig.) Lozé 79’ | Marcatori | 28’ Banuta |

| Arbitro: | Bourquin |

|  |           |                                     |
|  | Marcatori | 48’ Henry 59’ Paredes 61’ Cristiane |

| Arbitro: | Buffart |

|                |           |  |
| Oparanozie 83’ | Marcatori |  |

| Rodez 25 febbraio 2017, ore 19:00 CET 15ª giornata | Rodez  | 0 – 0 referto | Bordeaux | Stadio Paul Lignon (328 spett.)\| Arbitro: \| Bonnin \| |
| Arbitro:                                           | Bonnin |               |          |                                                         |

| Arbitro: | Bartnik |

|                           |           |                                     |
| Babinga 66’ Bourgouin 72’ | Marcatori | 19’ (rig.) Lemaître 39’, 50’ Noiran |

| Arbitro: | Bagrowski |

|                                                                                      |           |  |
| Hegerberg 37’, 44’ Lavogez 43’ Tarrieu 45’, 48’ Mbock Bathy 62’ Petit 76’ Bremer 80’ | Marcatori |  |

| Arbitro: | Bonnin |

|                     |           |                      |
| Lemaître 75’ (rig.) | Marcatori | 63’ Jatobá 72’ Pekel |

| Arbitro: | Guillemin |

|           |           |           |
| Butel 34’ | Marcatori | 32’ Cugat |

| Arbitro: | Bonnin |

|              |           |                     |
| Lemaître 41’ | Marcatori | 90+4’ (aut.) Daniel |

| Arbitro: | Buffart |

|              |           |                                 |
| Saulnier 18’ | Marcatori | 10’ Cugat 48’ Noiran 57’ Bornes |

| Arbitro: | Bartnik |

|  |           |                                             |
|  | Marcatori | 31’ Blackstenius 35’, 48’ Gauvin 85’ Cayman |

### Coppa di Francia
| Arbitro: | Bourquin |

|            |           |                                |
| Gayton 59’ | Marcatori | 34’ Bornes 41’ (rig.) Lemaître |

| Arbitro: | Bonnin |

|                         |           |               |
| Noiran 48’ Barbance 70’ | Marcatori | 39’ Mijatović |

| 19 febbraio 2017, ore 13:00 CET Ottavi di finale                          | Metz      | 1 – 3 referto                | Rodez |  |
| \| \| \| \| \| Khelifi 9’ \| Marcatori \| 2’, 62’ Lemaître 5’ Farrugia \| |           |                              |       |  |
|                                                                           |           |                              |       |  |
| Khelifi 9’                                                                | Marcatori | 2’, 62’ Lemaître 5’ Farrugia |       |  |

| Arbitro: | Buffart |

|                                                       |           |  |
| Bremer 31’ Morgan 37’, 63’, 78’ Hamraoui 73’ Dali 87’ | Marcatori |  |

## Statistiche

### Statistiche di squadra
| Competizione     | Punti | In casa | In casa | In casa | In casa | In casa | In casa | In trasferta | In trasferta | In trasferta | In trasferta | In trasferta | In trasferta | Totale | Totale | Totale | Totale | Totale | Totale | DR  |
| Competizione     | Punti | G       | V       | N       | P       | Gf      | Gs      | G            | V            | N            | P            | Gf           | Gs           | G      | V      | N      | P      | Gf     | Gs     | DR  |
| ---------------- | ----- | ------- | ------- | ------- | ------- | ------- | ------- | ------------ | ------------ | ------------ | ------------ | ------------ | ------------ | ------ | ------ | ------ | ------ | ------ | ------ | --- |
| Division 1       | 21    | 11      | 1       | 4       | 6       | 6       | 31      | 11           | 4            | 2            | 5            | 16           | 25           | 22     | 5      | 6      | 11     | 22     | 56     | -34 |
| Coppa di Francia | -     | 1       | 1       | 0       | 0       | 2       | 1       | 3            | 2            | 0            | 1            | 5            | 8            | 4      | 3      | 0      | 1      | 7      | 9      | -2  |
| Totale           | -     | 12      | 2       | 4       | 6       | 8       | 32      | 14           | 6            | 2            | 6            | 21           | 33           | 26     | 8      | 6      | 12     | 29     | 65     | -36 |

### Andamento in campionato
| Giornata  | 1 | 2 | 3 | 4 | 5 | 6 | 7 | 8 | 9  | 10 | 11 | 12 | 13 | 14 | 15 | 16 | 17 | 18 | 19 | 20 | 21 | 22 |
| --------- | - | - | - | - | - | - | - | - | -- | -- | -- | -- | -- | -- | -- | -- | -- | -- | -- | -- | -- | -- |
| Luogo     | T | C | T | C | T | C | C | T | C  | T  | C  | T  | C  | T  | C  | T  | T  | C  | T  | C  | T  | C  |
| Risultato | N | N | V | P | P | N | P | P | P  | V  | V  | P  | P  | P  | N  | V  | P  | P  | N  | N  | V  | P  |
| Posizione | 7 | 7 | 4 | 6 | 9 | 9 | 9 | 9 | 11 | 9  | 9  | 9  | 9  | 9  | 8  | 8  | 8  | 8  | 9  | 9  | 8  | 8  |

Legenda:

Luogo: C = Casa; T = Trasferta. Risultato: V = Vittoria; N = Pareggio; P = Sconfitta.

### Statistiche delle giocatrici
| Giocatore    | Division 1 | Division 1 | Division 1  | Division 1 | Coppa di Francia | Coppa di Francia | Coppa di Francia | Coppa di Francia | Totale   | Totale | Totale      | Totale     |
| Giocatore    | Presenze   | Reti       | Ammonizioni | Espulsioni | Presenze         | Reti             | Ammonizioni      | Espulsioni       | Presenze | Reti   | Ammonizioni | Espulsioni |
| ------------ | ---------- | ---------- | ----------- | ---------- | ---------------- | ---------------- | ---------------- | ---------------- | -------- | ------ | ----------- | ---------- |
| M. Alard     | \          | 0          | 0           | 0          | -                | -                | -                | -                | 0        | 0      | 0           | 0          |
| C. Austry    | 3          | 0          | 0           | 0          | -                | -                | -                | -                | 3        | 0      | 0           | 0          |
| A-M. Banuta  | 15         | 2          | 1           | 0          | 3                | 0                | 0                | 0                | 18       | 2      | 1           | 0          |
| S. Barbance  | 19         | 1          | 0           | 0          | 2                | 1                | 0                | 0                | 21       | 2      | 0           | 0          |
| É. Bonet     | 16         | 0          | 4           | 0          | 4                | 0                | 1                | 0                | 20       | 0      | 5           | 0          |
| C. Bornes    | 21         | 2          | 4           | 0          | 3                | 1                | 0                | 0                | 24       | 3      | 4           | 0          |
| L. Cance     | 19         | 2          | 2           | 0          | 1                | 0                | 1                | 0                | 20       | 2      | 3           | 0          |
| C. Couturier | 17         | 0          | 2           | 0          | 4                | 0                | 0                | 0                | 21       | 0      | 2           | 0          |
| A. Cugat     | 20         | 2          | 1           | 0          | 3                | 0                | 0                | 0                | 23       | 2      | 1           | 0          |
| A. Da Costa  | 6          | 0          | 0           | 0          | 3                | 0                | 0                | 0                | 9        | 0      | 0           | 0          |
| O. Daniel    | 14         | 0          | 1           | 0          | 4                | 0                | 1                | 0                | 18       | 0      | 2           | 0          |
| M. De Sousa  | 17         | 1          | 2           | 0          | 2                | 0                | 0                | 0                | 19       | 1      | 2           | 0          |
| C. Farrugia  | 12         | 0          | 2           | 0          | 3                | 1                | 0                | 0                | 15       | 1      | 2           | 0          |
| P. Firmin    | 1          | 0          | 0           | 0          | -                | -                | -                | -                | 1        | 0      | 0           | 0          |
| O. Saunier   | 15         | 1          | 0           | 0          | 4                | 0                | 0                | 0                | 19       | 1      | 0           | 0          |
| L. Talou     | -          | -          | -           | -          | -                | -                | -                | -                | -        | -      | -           | -          |